# Federazione Giovanile Comunista Italiana
La Federazione Giovanile Comunista Italiana (FGCI) è stata l'organizzazione dei giovani comunisti del Partito Comunista Italiano (PCI), scissione della Federazione Giovanile Socialista Italiana.

## Storia
Il 29 gennaio 1921, pochi giorni dopo il Congresso di Livorno e la scissione, al Congresso di Firenze i delegati della FGS Federazione Giovanile Socialista Italiana, in rappresentanza di 55.000 iscritti deliberarono con una maggioranza del 90% di "mutare il nome della propria organizzazione in quello di Federazione Giovanile Comunista Italiana".

Il XII Congresso al teatro Goldoni di Livorno dal 29 marzo al 2 aprile 1950

Dopo la clandestinità seguita all'affermazione del fascismo e la partecipazione, durante la Resistenza, dei giovani comunisti ad organizzazioni unitarie come il Fronte della Gioventù, la FGCI fu ricostituita nel 1949, con Enrico Berlinguer segretario generale e Silvano Peruzzi, Raffaello Ramat, Bruno Bernini e Ugo Pecchioli a completare la segreteria.
Il suo periodo di maggiore splendore fu negli anni sessanta, quando gli iscritti arrivarono a 200.000 e la Federazione accentuò i suoi tentativi di ricerca di un profilo autonomo. Gli organi di informazione della Federazione assunsero un ruolo sempre più rilevante: assai importanti furono le pubblicazioni "La città futura" (che riprendeva il nome da un numero unico pubblicato nel febbraio del 1917 a cura della Federazione giovanile piemontese del Partito Socialista, di cui Antonio Gramsci curò per intero la stesura) e "Nuova generazione" (nata, non senza qualche polemica, nel 1956).
L'8 ottobre 1990 il segretario della FGCI Gianni Cuperlo, propose ad Ariccia, seguendo la linea di Achille Occhetto, di sciogliere la FGCI per far nascere la Sinistra Giovanile, un'organizzazione confederale con l'obiettivo di creare quattro associazioni nella scuola, nel territorio, nell'università, nei luoghi di lavoro, federate tra loro. La proposta passerà con 91 voti favorevoli, 10 astenuti e 13 contrari.
Il 19 dicembre 1990 si aprì a Pesaro il XXV e ultimo congresso della FGCI, la quale si sciolse il 22 dicembre con 356 voti favorevoli su 491 votanti (72,5%), in rappresentanza di 55.000 iscritti.
La maggioranza della FGCI seguì il neonato Partito Democratico della Sinistra dando poi vita nel 1992 alla Sinistra Giovanile del PDS, che nel 1998 si sarebbe poi chiamata semplicemente Sinistra Giovanile.
La minoranza invece, che aderì prima al Movimento per la Rifondazione Comunista e poi al Partito della Rifondazione Comunista, diede vita nel 1995 ai Giovani Comunisti (GC).
Quando nel 1998 nacque, per frutto di una scissione dal PRC, il Partito dei Comunisti Italiani (PdCI), il nuovo partito, per richiamarsi esplicitamente - anche per i giovani - al disciolto Partito Comunista Italiano creò la Federazione Giovanile Comunisti Italiani (Fgci).
Nel 2016, con la fondazione del  Partito Comunista Italiano, omonimo dello storico partito, è stata rifondata anche un'omonima Federazione Giovanile Comunista Italiana.

## Congressi
I primi sette congressi furono svolti come Federazione Giovanile Socialista Italiana (Fgsi)
- VIII Congresso - Firenze, 27 gennaio 1921
- IX Congresso - Roma, 27-28 marzo 1922
- X Congresso - Biella, febbraio 1926
- XI Congresso - Zurigo, 10 aprile 1931 (in esilio)
- XII Congresso - Livorno, 29 marzo-2 aprile 1950
- XIII Congresso - Ferrara, 4-8 marzo 1953
- XIV Congresso - Milano, 23-26 giugno 1955
- XV Congresso - Bologna, 20-23 giugno 1957
- XVI Congresso - Genova, 29 settembre - 2 ottobre 1960
- XVII Congresso - Bari, 25-29 ottobre 1962
- XVIII Congresso - Bologna, 1º-4 luglio 1966
- XIX Congresso - Firenze, 26-28 marzo 1971 - Con i comunisti i giovani all'avanguardia nelle lotte per una nuova democrazia per il socialismo
- XX Congresso - Genova, 18-21 dicembre 1975 - L'unità dei giovani per il rinnovamento democratico e socialista dell'Italia
- XXI Congresso - Firenze, 19 (poi 20)-23 aprile 1978 - Contro la violenza - Protagonisti della democrazia - Una nuova F.G.C.I. per unire i giovani per cambiare la società
- XXII Congresso - Milano, 20-23 maggio 1982
- XXIII Congresso - Napoli, 21-24 febbraio 1985 - Una nuova FGCI per cambiare la politica e la società
- XXIV Congresso - Bologna, 8-11 dicembre 1988
- XXV Congresso - Pesaro, 19-22 dicembre 1990 - A sinistra. Per vivere liberi. Per vivere libere. Davvero

## Segretari
- Luigi Polano (1921)
- Giuseppe Berti (1921 - 1923)
- Giuseppe Dozza (1923 - 1926 in Italia, dal 1927 fino al 1931 all'estero) e Luigi Longo (fino al 1929) (estero) - Pietro Secchia (interno) (1927 - 1931)[5].
- Luigi Amadesi (1931 - 1935)
- Celeste Negarville (1935 - 1938)
- Agostino Novella (1938 - 19xx)
- Enrico Berlinguer (12 aprile 1949 - 14 marzo 1956)
- Renzo Trivelli (14 marzo 1956 - 1960)
- Rino Serri (1960 - 3 febbraio 1962)
- Achille Occhetto (3 febbraio 1962 - 15 aprile 1966)
- Claudio Petruccioli (15 aprile 1966 - 1969)
- Gianfranco Borghini (1969 - 1972)
- Renzo Imbeni (1972 - 3 aprile 1975)
- Massimo D'Alema (3 aprile 1975 - 12 giugno 1980)
- Marco Fumagalli (12 giugno 1980 - 1985)
- Pietro Folena (1985 - 1988)
- Gianni Cuperlo (1988 - 22 dicembre 1990)

## Organi di stampa centrali

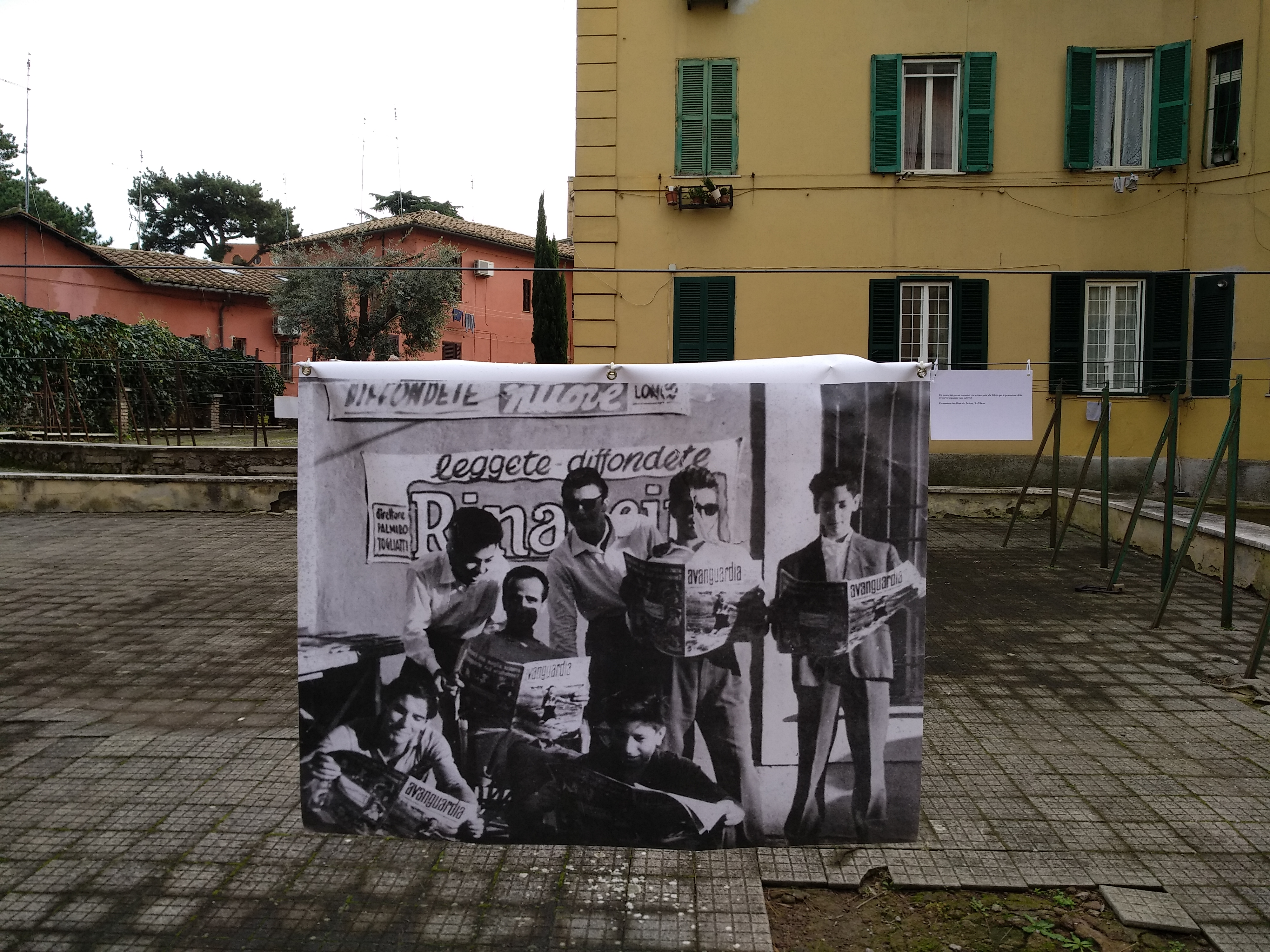
Una vecchia foto esposta alla Garbatella nel 2018

- Pattuglia (settimanale del Fronte della gioventù per l'indipendenza nazionale e per la libertà, e successivamente dell'Alleanza giovanile 1946 - 1953)
- Avanguardia (settimanale, 13 dicembre 1953 - 29 luglio 1956)
- Gioventù nuova. Rassegna mensile della Federazione Giovanile Comunista Italiana (mensile, agosto 1949 - 1952)
- Il costruttore. Mensile di guida e orientamento (gennaio 1951 - marzo/aprile 1956)
- Nuova generazione. Settimanale dei giovani comunisti italiani (2 dicembre 1956 - gennaio 1977, fu preceduto da un numero straordinario il 4 novembre 1956). Dall'anno V, n.11 (aprile 1960): Settimanale dei giovani comunisti; dal n.17 (maggio 1961): Settimanale di politica e cultura; dal n.110 (marzo 1973): Settimanale della Federazione giovanile comunista italiana.
- La città futura. Settimanale della Federazione giovanile comunista italiana (aprile 1977 - ottobre 1979)
- Scienza e politica. Mensile della FGCI (1979)
- Organizzazione FGCI. Mensile della Federazione giovanile comunista italiana (1980, preceduto da un numero unico del maggio 1980)
- Jonas. Mensile della Sinistra giovanile promosso dai Giovani comunisti (ottobre 1984 - giugno 1986, precedono il n. 1 tre n. 0: n. 0 [giugno 1984], n. 01 [luglio 1984], n. 02 [settembre 1984]).